# 한국교원단체총연합회
한국교원단체총연합회(韓國敎員團體總聯合會, 영어: Korean Federation of Teachers' Associations, KFTA) 또는 약칭 한국교총 혹은 교총은 대한교육연합회(1947년 11월 23일 설립, 약칭 대한교련, 설립 당시 명칭 조선교육연합회)가 그 전신이다. 이듬해, 1948년에는 대한교육협회로 명칭을 바꾸었다가 한국교원단체총연합회로 개칭되어 1989년에 창립되었다. 한국교총은 한국 내에서 가장 크고 오래된 전문직 단체로서 70년 넘게 존재해왔다. 본사는 서울특별시 서초구 태봉로 114에 소재하고 있으며 교총의 표어는: "올바른 교육 훌륭한 선생님"이다.

## 역사
1949년 제정된 교육법 제80조에 의하여 교사들의 단결권이 인정되어 교원단체가 설립될 수 있도록 규정되었다. 이에 근거하여 설립된 사단법인 대한교육연합회는 회원 상호간의 협동과 단결, 교원의 생활권과 복지·후생 증진, 교권의 옹호와 확대, 교직의 전문성 확립과 민주주의 교육 발전에 관한 업무 등을 기본사업으로 하였으며 유일한 교직단체였다. 연합회가 교사들의 이익을 증진시키기 위한 단체로서의 활동이 미약하며 친정부 성향을 띈 활동을 많이했다는 일부세력의 비판을 받기도 하였다. 그리하여 1960년 4·19혁명 이후에 한국교원노동조합이 결성되었으나, 1961년 5·16 군사정변 이후 불법으로 규정, 해체되었다. 1980년대 말 민주주의 정권의 탄생 등 변화된 시대흐름에 따라 1989년 12월 조직 개편을 단행하였다. 동시에 명칭을 현재의 한국교원단체총연합회(한국교총)로 변경하였다.

## 회가
시인 조병화가 작사를 하였으며, 작곡은 오병일이 맡았다. 1989년 이전까지는 후렴구가 '대한의 우리 교련 세계의 교련'이었다.
1절)무궁화 뿌리뻗는 삼천리 강산
곳곳마다 교육가족 자라는 고장
새 풍토 새 인간 중흥의 사명
전통과 혁신으로 나라 키우세
우리의 한국교총 세계의 교총
단결과 긍지로서 우리는 간다

2절)이념찬 애국애족 신흥의 강토
곳곳마다 교육동지 손잡는 오늘
새 지식 새 정서 우리의 창건
개척과 협동으로 겨레 키우세
우리의 한국교총 세계의 교총
사랑과 봉사로서 우리는 간다

## 설립목적
회원상호간의 강력한 단결을 통하여 교원의 사회적·경제적 지위향상과 교직의 전문성 확립을 기함으로써 교육의 진흥과 문화의 창달에 기여하기 위해 설립되었으며, 교육기본법 제15조(교원단체)와 민법 제32조(비영리법인의 설립과 허가)에 설립근거를 두고있다.

## 조직
한국교원단체총연합회(한국교총)은 지역조직, 직능조직, 산하단체로 구성되어 있는 통합조직 성격의 조직체이다. 지역조직은 17개 시ㆍ도교원단체총연합회로 구성되며, 산하 190여개의 시ㆍ군ㆍ구교원총연합회로 구성되고, 시ㆍ군ㆍ구교원총연합회는 11,000여개의 학교분회로 구성된다. 특히 학교분회는 학교운영의 민주화를 위한 뿌리조직이자, 회원 간 결속을 다지는 단위조직이다. 직능조직은 초등교사회, 중등교사회, 초등교장(감)회, 중등교장(감)회, 대학교수회 등으로 구성되고, 학교급별ㆍ직위별ㆍ설립별ㆍ성별ㆍ전공별 26개 산하단체가 있다. 조직기구는 최고 의결기구인 대의원회, 집행기구인 이사회, 대의원회와 이사회에서 결정된 사업을 추진하기 위한 사무국으로 구성되어 있다.

## 주요활동
한국교총은 14강령을 통해 활동분야를 소개하고 있으며 교사의 복리증진과 교권침해 구제·개선활동, 교원의 교육연수활동 지원, 교육제도 및 환경개선, 사회정의 실현과 민족통일 촉진 등이 주요 활동이다.
교육부가 기존의 교장 공모제 신청 학교의 15%만 가능했던 것을 폐지해 자립형 공립고와 특수목적고에 있어 15년이상의 경력을 가진 이들을 대상으로 하는 교장 공모제 확대를 하기로 하자 한국교총은 2018년 1월 4일 교육부 앞에서 기자회견을 열고 무자격자에 의한 교장 공모제 확대에 반대하는 국민청원운동에 들어가겠다고 밝혔다.

## 관련 단체
한국교원단체총연합회는 노동조합으로서의 단체교섭권을 가지지 못하였으나, 교육과학기술부와의 교섭·협의권을 가진다. 그러나 대한교육연합회 시절 교사들의 이익을 증진시키기 위한 압력단체로서의 활동이 약하다는 지적에 따라 1960년 4·19혁명 이후에 한국교원노동조합이 결성되었으나, 1961년 5·16 군사정변 이후 불법으로 규정되어 해체되었다. 전국교사협의회는 1980년대 초부터 시작된 운동이 구체화되어 1987년 교육의 민주화를 주장하고 나서면서 결성되었다. 이 결성은 1989년 5월 28일 전국교직원노동조합(전교조)으로 공식 출범하게 된다. 그러나 전교조는 실정법상 불법으로 규정되어 정부의 허용불가 방침 발표 이후 해체를 요구받게 되었다. 전교조의 출현으로 대한교육연합회가 유일한 교원단체로서의 입지가 좁아지자 1989년 12월 조직 개편을 단행하는 한편 그 명칭을 한국교원단체총연합회(한국교총)로 변경하였다. 1999년 교원 노조의 설립이 합법화되면서 이해관계, 교육철학에 따라 교원단체인 한국교총 외에 여러 교원노조가 설립되었다.
- 1989년 5월 28일 전국교직원노동조합(약칭 전교조)
- 1999년 5월 16일 한국교원노동조합 (약칭 한교조)
- 2006년 1월 6일 자유교원조합 (약칭 자교조)
- 2008년 11월 26일 대한민국교원조합 (약칭 대교조)
- 2010년 10월 2일 대한민국자유교원조합 (자교조와 대교조 통합)

2006년 1월 6일 조전혁 자유주의교육운동연합 상임대표는 전교조에 대항하는 자유교원조합을 설립한다고 밝혔다. 자유교원조합에는 신지호 자유주의연대 대표, 이명희 공주대학교 교수 등 뉴라이트 운동가들이 지도위원으로 참여하였다.
뉴라이트교사연합의 후신인 대한민국 교원조합은 2008년 11월 26일 두영택 뉴라이트교사연합 상임대표가 초대위원장을 맡았다. 이들은 반 전교조 활동 강화를 목표로 프레스센터에서 이영훈 교과서포럼 공동대표, 이명희 자유주의교육연합 상임대표, 이상진 반국가교육척결 국민연합 상임대표 등이 참석한 가운데 창립대회를 열고 '자율ㆍ책임ㆍ다양화 교육에 기반한 자유민주적 교원운동'을 기치로 내걸었다.

## 같이 보기
- 교원단체
- 전국교직원노동조합